# 佐久間信尹
佐久間 信尹（さくま のぶまさ）は、江戸時代中期の旗本。
元文元年（1736年）8月2日、わずか5歳にして家督（800石）を相続した。寛延2年（1749年）7月30日、御書院番に列せられた。宝暦3年（1753年）12月14日、中奥番士に転任。さらに安永4年（1775年）7月12日には御徒歩頭に転任し、閏12月11日には布衣を許された。
安永5年（1776年）4月、将軍家治の日光参詣に供奉した。寛政2年（1790年）2月4日、御留守居番に転任。寛政3年（1791年）1月22日、自家の仕置に問題ありとして小普請に格下げされ、出仕停止とされたが、4月23日に赦された。
寛政8年（1796年）12月7日、死去。享年65。